# 黃士峰
黃士峰（英語：Huang Shih-Feng，1992年3月2日—）是臺灣田徑運動員，主攻項目為男子標槍，目前就讀臺北市立大學。

## 田徑生涯
黃士峰國中時期曾加入足球隊。國中三年級，由於教練調離學校，足球隊解散，他轉而接觸田徑。
2009年6月起，黃士峰在愛沙尼亞世界中等學校運動會、義大利世界青少年田徑錦標賽、卡達世界中學生運動會拿下三面金牌，贏得2009年行政院體育委員會體育菁英獎的「最佳新秀運動員」頭銜。
2016年世界田徑挑戰賽日本川崎站，黃士峰擲出83.82公尺，成為全國紀錄保持人。
黃士峰在2017年夏季世界大學生運動會以86.64公尺取得標槍銅牌，刷新個人最佳成績。

## 國際大型運動賽會
| 年   | 賽事                 | 舉辦城市                 | 名次   | 項目            | 記錄                  |
| ---- | -------------------- | ------------------------ | ------ | --------------- | --------------------- |
| 2009 | 世界少年田徑錦標賽   | 義大利布雷薩諾內         | 金牌   | 標槍（700公克） | 74.00公尺             |
| 2009 | 世界中學生運動會     | 杜哈                     | 金牌   | 標槍（700公克） | 80.21公尺（全國紀錄） |
| 2010 | 亞洲青年田徑錦標賽   | 越南河內                 | 銅牌   | 標槍（800公克） | 72.43公尺             |
| 2010 | 世界青年田徑錦標賽   | 加拿大新布藍茲維省蒙克頓 |        | 標槍（800公克） | No Mark               |
| 2013 | 亞洲田徑大獎賽       | 泰國曼谷                 | 金牌   | 標槍（800公克） | 73.97公尺             |
| 2013 | 亞洲田徑大獎賽       | 泰國春武里府             | 銀牌   | 標槍（800公克） | 76.45公尺             |
| 2013 | 亞洲田徑大獎賽       | 斯里蘭卡可倫坡           | 金牌   | 標槍（800公克） | 75.85公尺             |
| 2013 | 夏季世界大學生運動會 | 俄羅斯喀山               | 第13名 | 標槍（800公克） | 72.84公尺             |
| 2013 | 東亞運動會           | 中国天津市               | 銀牌   | 標槍（800公克） | 82.11公尺             |
| 2014 | 亞洲運動會           | 仁川廣域市               | 第9名  | 標槍（800公克） | 74.65公尺             |
| 2015 | 亞洲田徑錦標賽       | 中国湖北省武漢市         | 金牌   | 標槍（800公克） | 79.74公尺             |
| 2015 | 亞洲田徑大獎賽       | 泰國曼谷                 | 金牌   | 標槍（800公克） | 80.27公尺             |
| 2015 | 亞洲田徑大獎賽       | 泰國巴吞他尼府           | 金牌   | 標槍（800公克） | 79.36公尺             |
| 2015 | 亞洲田徑大獎賽       | 泰國莊他武里府           | 銀牌   | 標槍（800公克） | 74.63公尺             |
| 2015 | 夏季世界大學生運動會 | 光州廣域市               | 銀牌   | 標槍（800公克） | 81.27公尺             |
| 2015 | 世界田徑錦標賽       | 中国北京市               | 14q2   | 標槍（800公克） | 75.72公尺             |
| 2016 | 夏季奧林匹克運動會   | 巴西里約熱內盧           | 12q2   | 標槍（800公克） | 74.33公尺             |
| 2017 | 亞洲田徑大獎賽       | 中国浙江省金華市         | 銅牌   | 標槍（800公克） | 80.64公尺             |
| 2017 | 亞洲田徑大獎賽       | 中国浙江省嘉興市         | 銅牌   | 標槍（800公克） | 78.55公尺             |
| 2017 | 亞洲田徑大獎賽       | 中華民國（臺灣）臺北市   | 金牌   | 標槍（800公克） | 80.77公尺             |
| 2017 | 亞洲田徑錦標賽       | 印度奧里薩邦布巴內斯瓦   | 第4名  | 標槍（800公克） | 81.27公尺             |
| 2017 | 夏季世界大學生運動會 | 中華民國（臺灣）臺北市   | 銅牌   | 標槍（800公克） | 86.64公尺             |
| 2018 | 亞洲運動會           | 印度尼西亞雅加達         | 第9名  | 標槍（800公克） | 73.86公尺             |
| 2019 | 亞洲田徑錦標賽       | 杜哈                     | 第4名  | 標槍（800公克） | 81.46公尺             |
| 2019 | 亞洲田徑大獎賽       | 中国重慶市               | 銀牌   | 標槍（800公克） | 77.18公尺             |
| 2019 | 亞洲田徑大獎賽       | 中国重慶市               | 金牌   | 標槍（800公克） | 81.02公尺             |
| 2021 | 夏季奧林匹克運動會   | 日本東京都               | 14q1   | 標槍（800公克） | 77.16公尺             |

## 統計
| 成績             | 時間          | 地點                         | 地面條件（溼度，溫度，天氣狀況） |
| ---------------- | ------------- | ---------------------------- | -------------------------------- |
| 86.64公尺        | 2017年8月26日 | 中華民國（臺灣）臺北市松山區 | 55%，34℃，Sunny                  |
| 85.03公尺        | 2021年6月21日 | 中華民國（臺灣）高雄市左營區 |                                  |
| 83.82公尺        | 2016年5月8日  | 日本神奈川縣川崎市中原區     |                                  |
| 82.57公尺        | 2017年5月21日 | 日本神奈川縣川崎市中原區     |                                  |
| 82.11公尺        | 2013年10月9日 | 中国天津市南開區             |                                  |
| 81.97公尺        | 2016年5月8日  | 日本神奈川縣川崎市           |                                  |
| 81.96公尺        | 2017年8月26日 | 中華民國（臺灣）臺北市松山區 | 55%，34℃，Sunny                  |
| 81.71公尺        | 2016年7月15日 | 瑞典哥特堡                   |                                  |
| 81.53公尺        | 2014年5月11日 | 日本東京都新宿區霞丘町       |                                  |
| 81.48公尺        | 2015年3月17日 | 中華民國（臺灣）臺北市松山區 |                                  |
| 平均約82.882公尺 |               |                              |                                  |

## 外部連結
- 黃士峰在国际奥林匹克委员会的资料
- 黃士峰在的頁面
- 黃士峰的Instagram帳戶